# Slatina nad Bebravou
Slatina nad Bebravou (in ungherese: Felsőszalatna) è un comune della Slovacchia facente parte del distretto di Bánovce nad Bebravou, nella regione di Trenčín.